# L'Intransigeant
L'Intransigeant fue un diario francés que apareció en París en 1880 y siguió publicándose hasta 1948.

## Historia
L'Intransigeant fue fundado en julio de 1880 por Eugène Mayer, director de La Lanterne, para el polémico político Henri Rochefort, que se convirtió en su primer redactor jefe. Fue inicialmente un periódico de oposición de la izquierda, tenía una tirada de unos 70.000 ejemplares y se vendía en 4 páginas por 5 céntimos. Combinado con el boulangismo, evolucionó rápidamente hacia posiciones nacionalistas. En 1898, participó coordinadamente con la prensa antisemita en el Caso Dreyfus.
Léon Bailby, nombrado por Rochefort como redactor jefe en octubre de 1905, asumió el cargo en noviembre de 1907 y lo nombró L'Intransigeant et « le Journal de Paris » (hasta junio de 1916, cuando pasó a ser subtitulado). Todavía se vendía por 5 céntimos, seguía siendo el periódico vespertino de derecha más grande de los años 20 del siglo XX, con una tirada de alrededor de 400.000 ejemplares, y un número de páginas que pasó de 2 (durante la guerra) a 8. Las fotografías y los dibujos aparecían en uno solo. En 1930, el diario alcanzó las 10 páginas vendidas por 25 céntimos.
En diciembre de 1932, Bailby, como hombre de derechas, dimitió por razones políticas, y el periódico pasó a formar parte del grupo Louis-Dreyfus, tomando una orientación más centrista, pero su situación financiera empeoró, alcanzando sólo 130.000 ejemplares a finales de la década de 1930. La dirección cambió a Jean Fabry en diciembre de 1936.
En septiembre de 1934, L'Intransigeant publicó una entrevista con Adolf Hitler en la que reafirmaba sus intenciones pacifistas y expresaba sus opiniones sobre cuestiones relacionadas con la Sociedad de las Naciones, el Sarre y el acercamiento franco-soviético a Alemania. Aunque la entrevista llevaba la firma de un "enviado especial", el periódico socialista Le Populaire reveló que se trataba de un seudónimo y que la entrevista es en realidad "fabricada por el Ministerio de Asuntos Exteriores alemán".
En 1938, el industrial Jean Prouvost compró el suplemento deportivo de L'Intransigeant, fundado en 1926 y llamado Paris Match. En 1938, Paul Gordeaux era un enviado especial en Londres del Paris-Soir y del Match y le propuso a Prouvost convertir esta publicación en una revista como la estadounidense Life a la francesa. Así, el 5 de octubre de 1939, cinco semanas después del comienzo de la Segunda Guerra Mundial, nació el Match, una revista semanal de noticias en fotos y con apenas subtítulos en las imágenes. Imprimió más de un millón de ejemplares y dejó de hacerse el 30 de mayo de 1940. Convertido en Paris Match en 1949, Gordeaux fue el primer redactor jefe y publicó en primera plana una entrevista exclusiva con Winston Churchill. Después, Pierre Lazareff, con quien había trabajado en Soir, le pidió que trabajara bajo su dirección en el lanzamiento de France Soir, Défense de la France. Gordeaux dio paso a Hervé Mille.
L'Intransigeant dejó de publicarse el 11 de junio de 1940, después de la debacle del 40 de junio. Apareció brevemente de nuevo entre el 13 de mayo de 1947, con Paul Gordeaux como redactor jefe. La cabecera fue absorbida el 30 de septiembre de 1948 por la Paris-Presse, que entonces pasó a llamarse Paris Presse, L'Intransigeant. A su vez, este medio fue absorbido por France Soir en 1970.

## Colaboradores destacados
- Guillaume Apollinaire, crítico de artes (1910 - 1914).[2]
- Horace Ayraud-Degeorge, (1880 - 1904).
- Philippe Dubois (hasta 1897).
- Guy de Maupassant, escritor.
- Albert Simonin, firma deportiva.
- Paul Gordeaux, redactor jefe en 1947.
- José Belon, delineante.
- J.-H. Rosny aîné, escritor.
- Titaÿna, reportero.
- Henri Decoin, cineasta y deportista.